# Jmenuji se Oliver Tate
Jmenuji se Oliver Tate (v originále Submarine) je komediální drama o dospívání. Jedná se o adaptaci knihy Submarine od Joea Dunthorna. Richard Ayoade k tomuto filmu napsal scénář a ujal se také režie. Byl to jeho režisérský debut. V hlavních rolích se objevili Craig Roberts, Yasmin Paige, Sally Hawkins, Noah Taylor a Paddy Considine.

## Obsazení
- Craig Roberts – Oliver Tate
- Yasmin Paige – Jordana Bevan
- Sally Hawkins – Jill Tate
- Noah Taylor – Lloyd Tate
- Paddy Considine – Graham Purvis
- Gemma Chanová – Kim-Lin
- Steffan Rhodri – Mr. Davey
- Melanie Walters – Judie Bevan
- Ben Stiller – seriálová hvězda